# Acantopsis
Acantopsis is een geslacht van straalvinnige vissen uit de familie van modderkruipers (Cobitidae). Het geslacht is voor het eerst wetenschappelijk beschreven in 1823 door van Hasselt.

## Soorten
- Acantopsis arenae (Lin, 1934)
- Acantopsis choirorhynchos (Bleeker, 1854)
- Acantopsis dialuzona Van Hasselt, 1823
- Acantopsis dinema Boyd & Page, 2017
- Acantopsis guttatus Nguyen, 2005
- Acantopsis ioa Boyd & Page, 2017
- Acantopsis multistigmatus Vishwanath & Laisram, 2005
- Acantopsis octoactinotos Siebert, 1991
- Acantopsis rungthipae Boyd, Nithirojpakdee & Page, 2017
- Acantopsis spectabilis (Blyth, 1860)
- Acantopsis thiemmedhi Sontirat, 1999